# Teatro Nacional da Costa Rica
O Teatro Nacional de Costa Rica é o principal Teatro da Costa Rica. Encontra-se localizado na cidade de San José; entre a avenida segunda e a avenida central, e entre a Rua 5 e 3; na costa leste da praça Juan Mora Fernández (primeiro Chefe de Estado da Costa Rica).
Este teatro representa a decisão dos costa-ricenses na hora de empreender ação e da estabilidade econômica e política da época na que foi construído.